# ATP Challenger Nottingham-2
Das ATP Challenger Nottingham (offizieller Name: AEGON Nottingham Challenge) war ein zwischen 2011 und 2014 stattfindendes Tennisturnier in Nottingham, Vereinigtes Königreich. Es war Teil der ATP Challenger Tour und wurde im Freien auf Rasen ausgetragen. Zusammen mit dem eine Woche früher stattfindenden zweiten Challenger-Turniers, der Aegon Trophy, im Rahmen des Nottingham Tennis Festivals, ist es das einzige Rasenturnier auf der Challenger-Tour. Durch den frühen Zeitpunkt der Austragung beginnt es vor der eigentlichen Rasensaison der höherklassigen ATP-Turniere.

## Liste der Sieger

### Einzel
| Jahr | Sieger        | Finalgegner     | Ergebnis       |
| ---- | ------------- | --------------- | -------------- |
| 2014 | Nick Kyrgios  | Sam Groth       | 7:63, 7:67     |
| 2013 | Steve Johnson | Ruben Bemelmans | 7:5, 7:5       |
| 2012 | Grega Žemlja  | Karol Beck      | 7:63, 4:6, 6:4 |
| 2011 | Dudi Sela     | Jérémy Chardy   | 6:4, 3:6, 7:5  |

### Doppel
| Jahr | Sieger                                | Finalgegner                     | Ergebnis           |
| ---- | ------------------------------------- | ------------------------------- | ------------------ |
| 2014 | Rameez Junaid Michael Venus           | Ruben Bemelmans Gō Soeda        | 4:6, 7:61, [10:6]  |
| 2013 | Sanchai Ratiwatana Sonchat Ratiwatana | Purav Raja Divij Sharan         | 7:65, 63:7, [10:8] |
| 2012 | Olivier Charroin Martin Fischer       | Jewgeni Donskoi Andrei Kusnezow | 6:4, 7:66          |
| 2011 | Rik De Voest Adil Shamasdin           | Treat Huey Izak van der Merwe   | 6:3, 7:69          |